# Mura di Figline
Le mura di Figline Valdarno sono mura medievali che circondano ancora parzialmente l'abitato di Figline Valdarno.

## Storia
Le mura furono costruite per decisione della Repubblica Fiorentina per difendere Figline, serbatoio di grano e di bestiame della Repubblica, dalle scorribande degli aretini, che nel 1352 attaccarono, depredarono e dettero alle fiamme l'intero abitato.. La loro costruzione fu decisa nel 1353; i lavori iniziariono nel 1356 per concludersi nel 1363.

## Descrizione

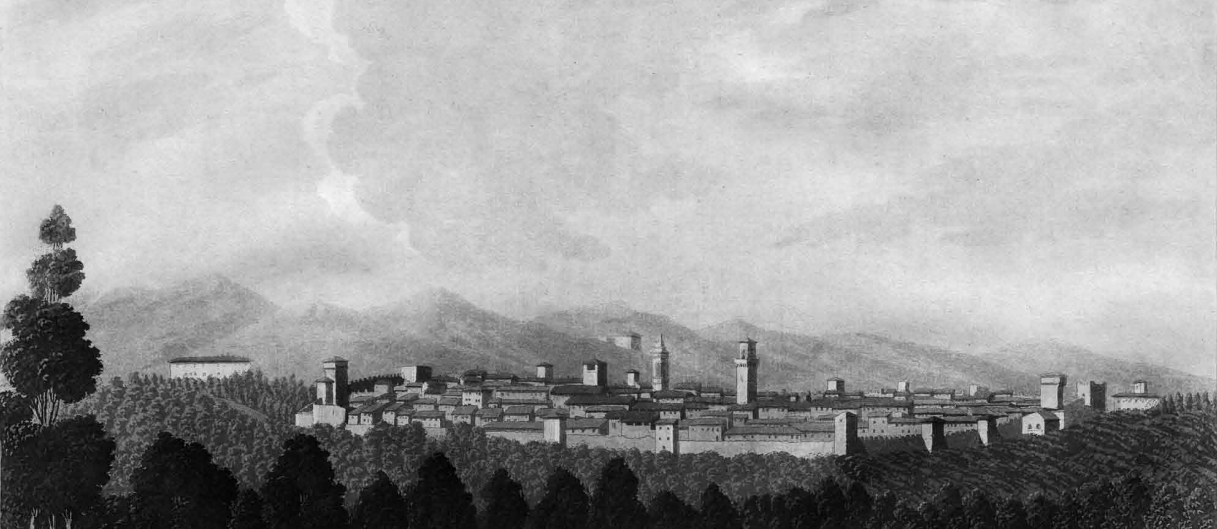

La struttura fu prevista con sette lati, venti torri e quattro porte, a nord Porta Fiorentina, a sud Porta Aretina o Guelfa, a ovest Porta Senese o di Castel Guineldi o di Santa Caterina, l'ultima ad est chiamata Porta San Francesco.

### Torri e porte
Torri
1. Torre della Giocosa (1408)
2. Torre della Porta di Santa Caterina, poi Torre della Bruciatoia
3. Torre del Postribolo (1560) poi del Ferrati (1784)
4. Torre del Giraldi (conte Pecori Giraldi) (1784)
5. Torre Capitana
6. Torre del Prato, poi (1803) dei Villifranchi, poi (1825) di Domenico Pancrazi
7. Torre dei Durazzini (1784) poi dei Tre Canti (1822)
8. Torre di Cosimo [Del Chiappa] (1822)
9. Torre Mozza (1822) poi del Naldini o del Paggino (1931)
10. Torre dei Frati (1822)
11. Torre della Cancelleria (1783) poi dello Stocchi (4 luglio 1796)
12. Torre della Violina (1785) poi del Marchionni (1798)
13. Torre Serristori I (1822)
14. Torre Serristori II (1822)
15. Torre e torrino del cassero

Porte
1. Porta Aretina
2. Porta Fiorentina
3. Porta San Francesco
4. Porta Senese o di Castel Guineldi o di Santa Caterina[4]

## Demolizioni
La cinta muraria rimase sostanzialmente inalterata fino al 1843, quando venne deciso di abbattere alcune porte per l'aumento del traffico commerciale. Furono così abbattute Porta Fiorentina, poi nel 1882 Porta San Francesco, e a seguire Porta Aretina. Porta Senese già nel 1730 era stata murata e non abbattuta.
Dal 1843 le mura subirono delle distruzioni; il lato che andava da Porta Fiorentina in direzione del Cassero fu abbattuto nel 1864 per ampliare il mercato del bestiame. La zona intorno a Porta Aretina subì simile sorte nel 1891 per "pubblica utilità".
Anche alcune torri furono demolite; ad oggi ne restano 14

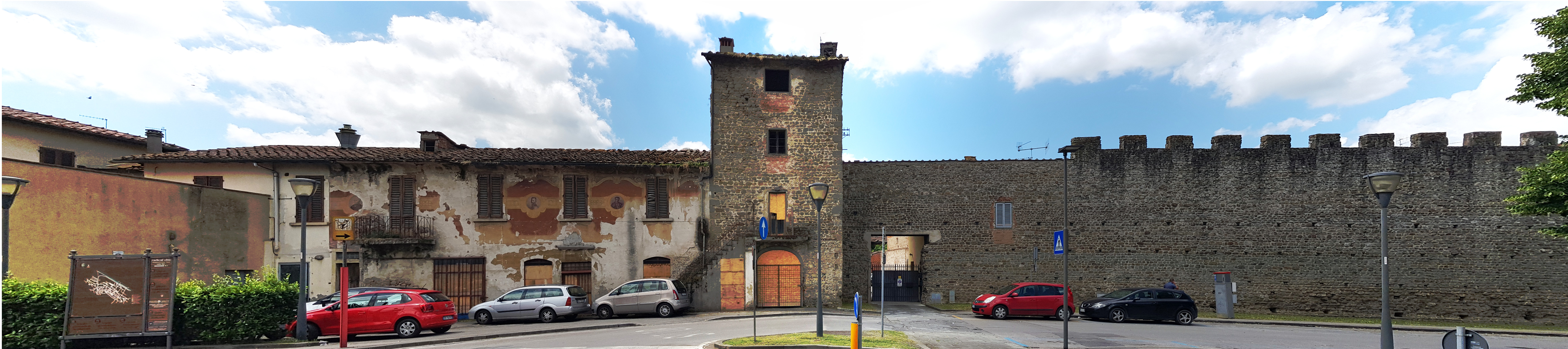
Panoramica di un tratto di mura